# 康沃爾 (康乃狄克州)
康沃爾（英語：Cornwall）是一個位於美國康乃狄克州利奇菲爾德縣的城鎮。

## 地理
康沃爾的座標為41°50′43″N 73°19′53″W / 41.84528°N 73.33139°W，而該地的平均海拔高度為216米（即709英尺）。

## 人口
根據2010年美國人口普查的數據，康沃爾的面積為109.90平方千米，當中陸地面積為109.20平方千米，而水域面積為0.70平方千米。當地共有人口1,437人，而人口密度為每平方千米13人。